# ذمه (میان‌جلگه)
ذمه، روستایی در دهستان بلهرات بخش بلهرات شهرستان میان‌جلگه در استان خراسان رضوی ایران است.

## جمعیت
بر پایه سرشماری عمومی نفوس و مسکن در سال ۱۳۹۵، جمعیت این روستا برابر با ۴۴۴ نفر (۱۳۱ خانوار) بوده است.